# Cafarnao
Cafàrnao (in ebraico כפר נחום‎?, Kefar Nahum, che significa letteralmente: "villaggio di Nahum") è un antico villaggio di pescatori nella regione storica della Galilea, situato sulle rive nord-occidentali del lago di Tiberiade, in Israele. Secondo i Vangeli, Gesù vi abitò dopo aver lasciato Nazareth (Matteo 4,12-17): qui iniziò la sua predicazione e vi compì numerosi miracoli.

## Storia
Nei secoli successivi Cafarnao fu abbandonata, sino all'acquisto dell'area da parte dei francescani minori della Custodia di Terrasanta: i suoi resti sono stati ritrovati e riportati alla luce da scavi archeologici nel XX secolo. Tra le altre cose, sono state ritrovate una sinagoga costruita con colonne di marmo, risalente al II secolo, e un'abitazione che è stata identificata come la casa di san Pietro a seguito degli scavi archeologici effettuati dai francescani minori Virgilio Corbo e Stanislao Loffreda. Sopra la casa è stata costruita una chiesa di forma ottagonale, sopraelevata da terra; un'apertura vetrata al centro permette di vedere i resti della casa di Pietro al di sotto.

## Tradizioni del Nuovo Testamento
Il villaggio è menzionato nel Vangelo di Luca e nel Vangelo di Giovanni dove si racconta che si trovava nei pressi del luogo di nascita di Simon Pietro e Andrea e di Giacomo e Giovanni, figli di Zebedeo, come anche del pubblicano (esattore delle tasse) Matteo. Un sabato biblico, Gesù insegnò nella sinagoga di Cafarnao e guarì un uomo che era posseduto da uno spirito impuro. Successivamente guarì la febbre della suocera di Simon Pietro (Luca 4.31-44).
Secondo Luca 7:1–10, Cafarnao è anche il luogo dove un centurione romano chiese a Gesù di guarire il suo inserviente. Cafarnao viene anche menzionato nel Vangelo di Marco (2,1) ed è la località dove avvenne la famosa guarigione del paralitico, che venne fatto scendere dal tetto per raggiungere Gesù. Secondo i Vangeli sinottici, Gesù scelse questa città come centro del suo ministero di salvezza in Galilea, dopo aver lasciato il piccolo borgo di montagna di Nazareth (Matteo 4,12–17). Inoltre maledisse la città, dicendo "Fino agli inferi precipiterai!" (Matteo 11,23) a causa del mancato ascolto dei suoi insegnamenti.

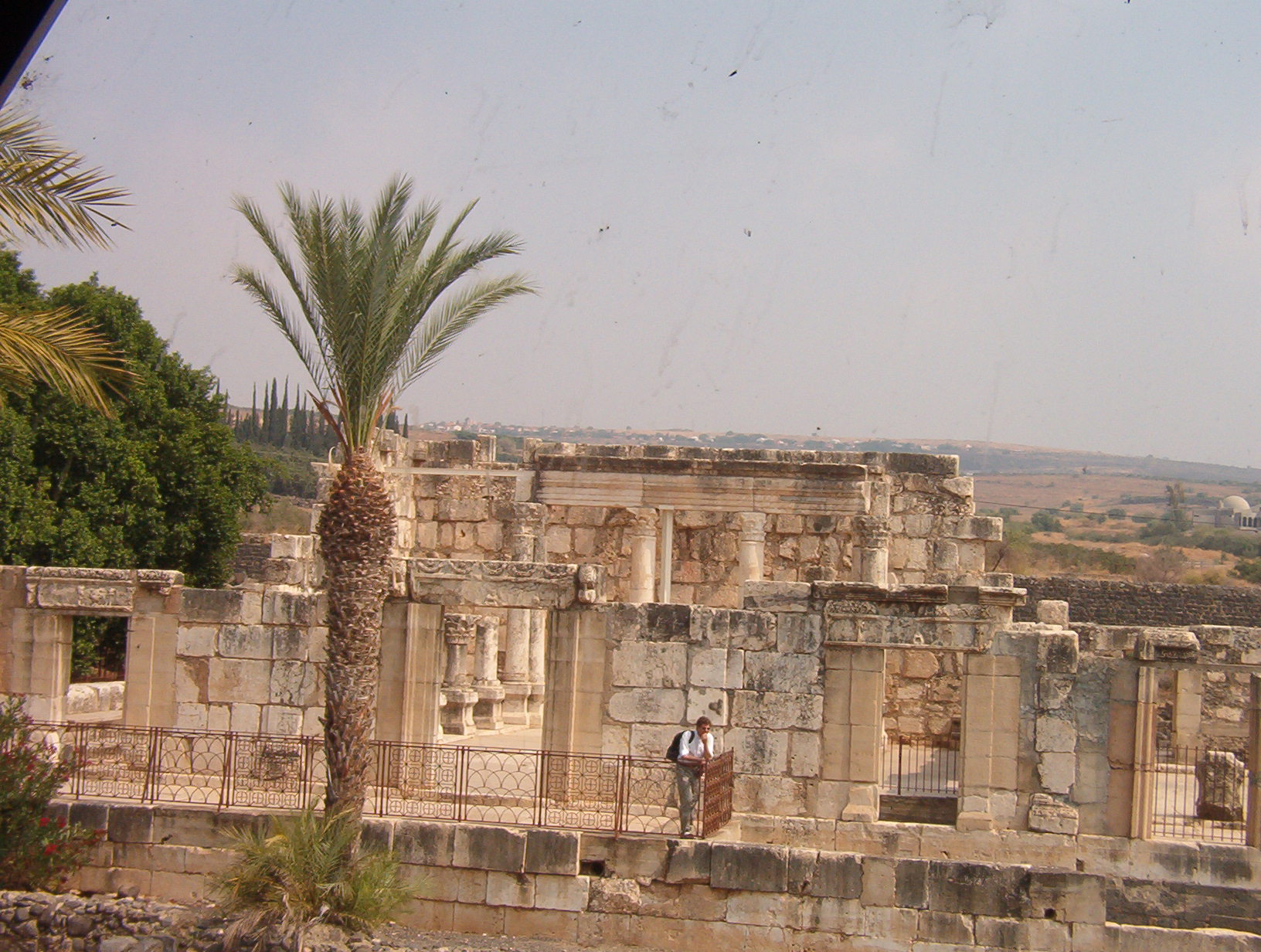
Resti della sinagoga di Cafarnao.
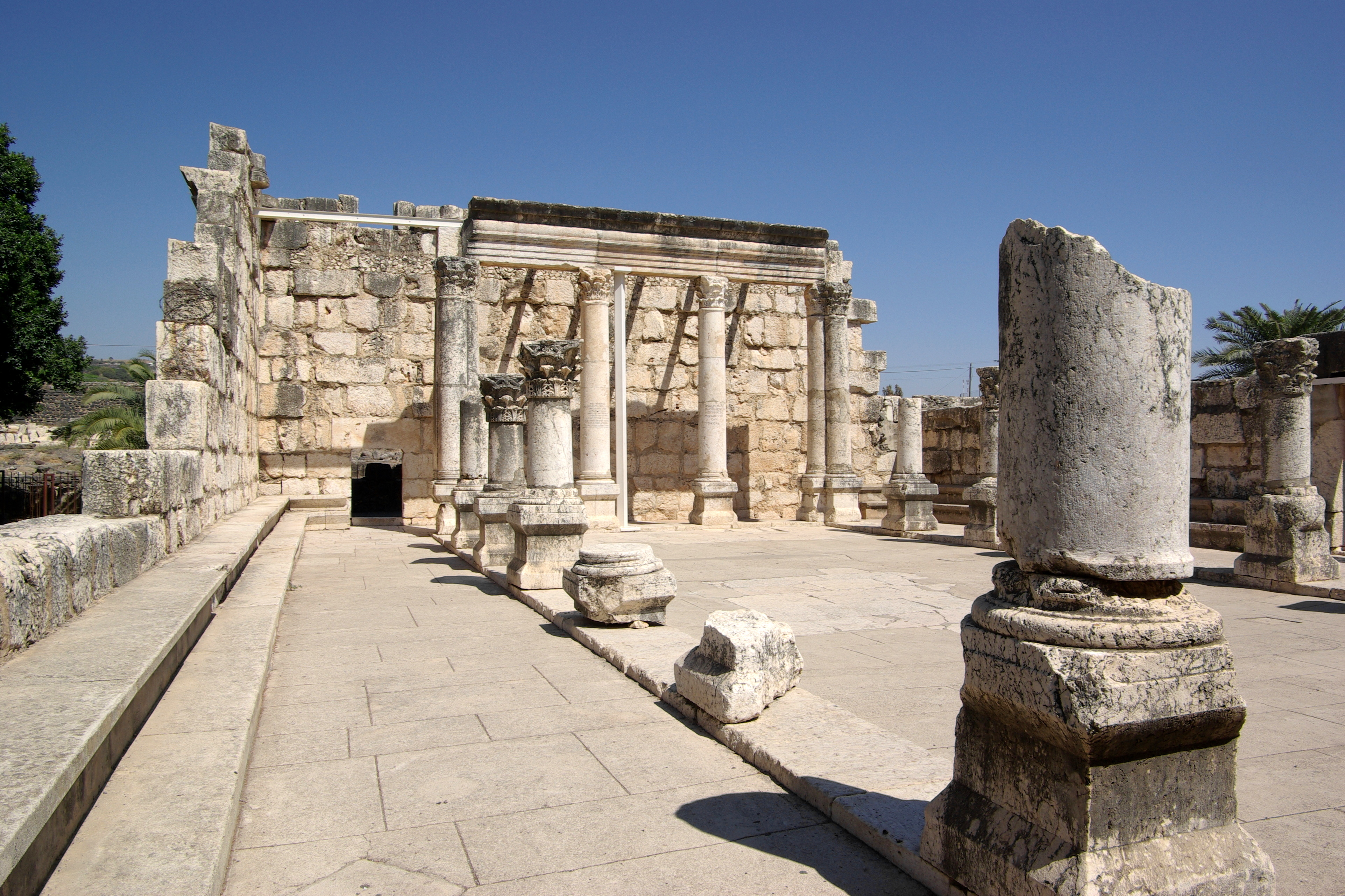
Cafarnao, interno della sinagoga
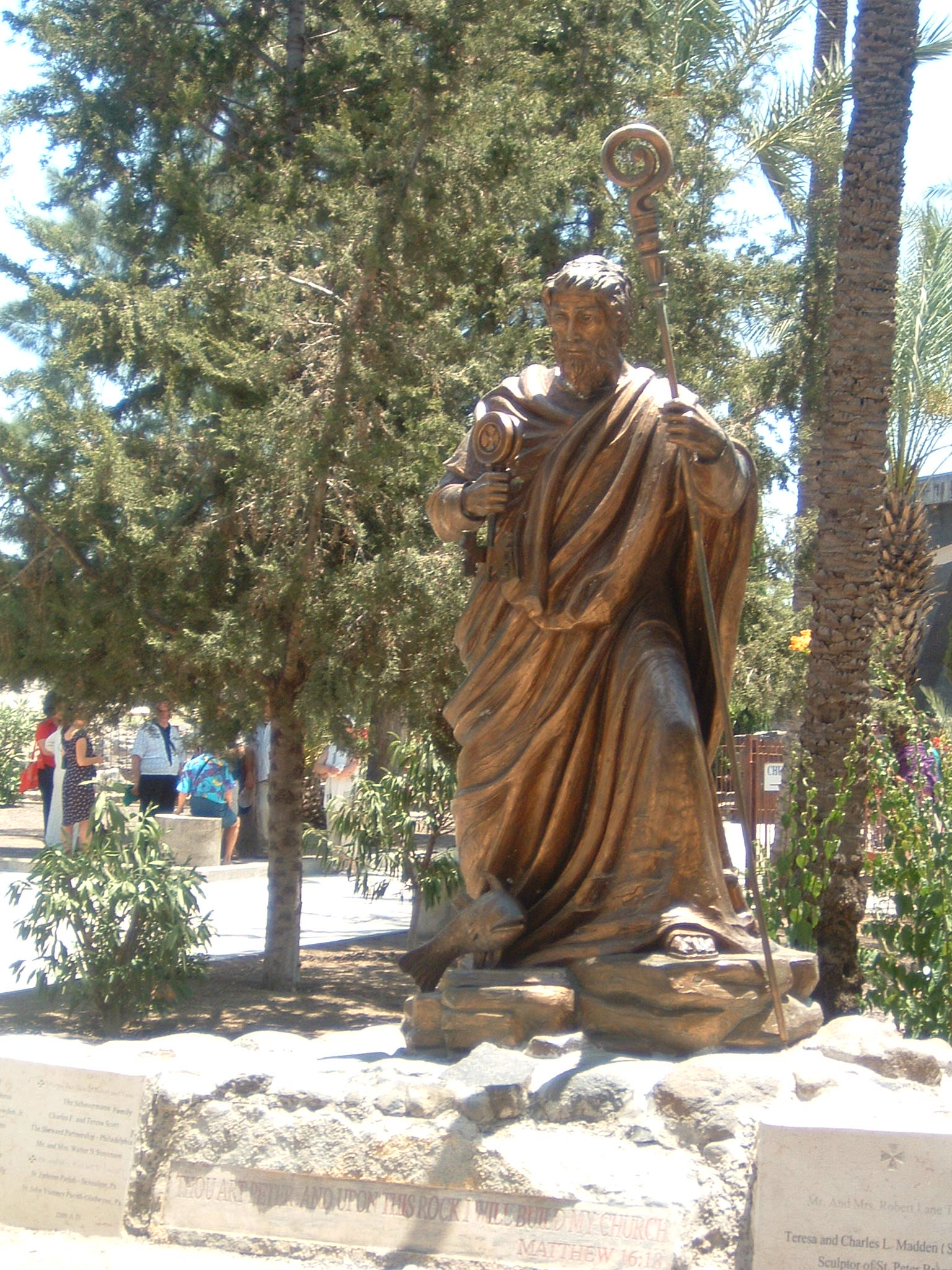
Cafarnao, statua dell'apostolo Pietro
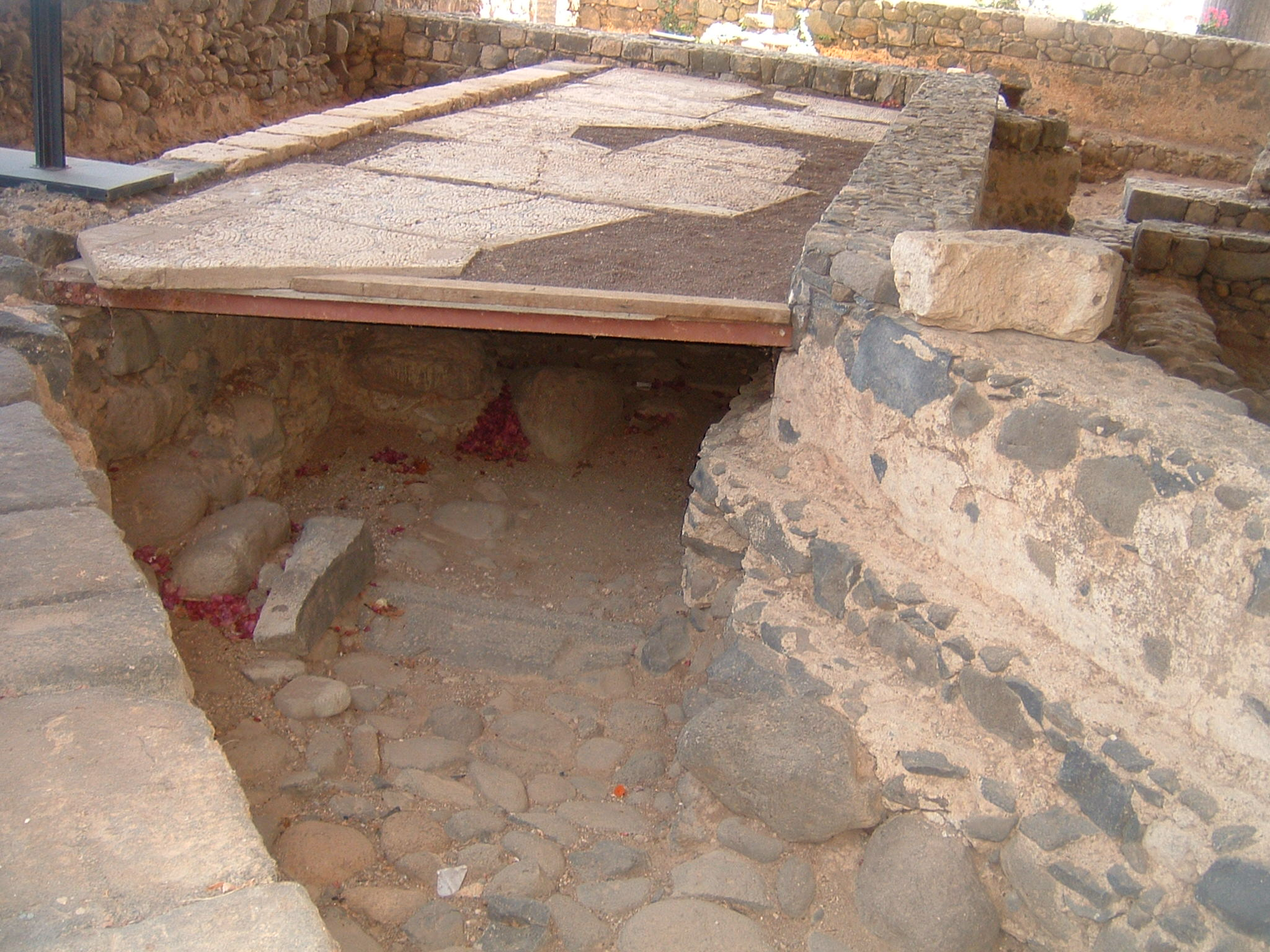
Cafarnao, resti della casa dell'apostolo Pietro